# James Thornhill
James Thornhill (Melcombe Regis, Dorset, 25 de juliol de 1675 o 1676 - † Weymouth, 4 de maig de 1734) fou un pintor anglès de temes històrics, seguidor de la tradició barroca italiana.

## Biografia
Era fill de Walter Thornhill de Wareham i de Mary, la filla gran del coronel William Sydenham, governador de Weymouth. El 1689 fou aprenent de Thomas Highmore, un especialista en pintura decorativa no figurativa. De jove, també aprengué molt d'Antonio Verrio i de Louis Laguerre, ambdós destacats pintors decoratius estrangers que aleshores treballaven a Anglaterra. El 1696 completà el seu aprenentatge i el març del 1704 es convertí en un Freeman of the Painter-Stainer’ Company de Londres. Des del 1707, Thornhill treballà amb èxit per a persones de l'alta societat. El juny del 1718, Jordi I el nomenà pintor de la cort i el març del 1720, sergent pintor. Aquell mateix any es convertí en mestre de la Companyia de Pintors i el 1723 entrà a la Societat Reial. Del 1722 al 1734 també fou membre del Parlament britànic. El 2 de maig del 1720 el rei el nomenà cavaller.
Vers 1730, va fer construir a Stalbridge una imposant segona residència en estil pal·ladianista, que va probablement dissenyar ell mateix.